# Olympische Sommerspiele 2004/Kanu – Zweier-Canadier Slalom (Männer)
Die Wettkämpfe im Zweier-Canadier-Slalom bei den Olympischen Sommerspielen 2004 wurden am 19. und 20. August 2004 im Olympiako Kentro Kanoe/Kagiak Slalom ausgetragen.
Olympiasieger wurden die Titelverteidiger Pavol und Peter Hochschorner aus der Slowakei.

## Ergebnisse
Nach den beiden Vorläufen wurden die Ergebnisse addiert und die 10 schnellsten Boote erreichten das Halbfinale. Dort gab es einen einzigen Lauf, der über den Einzug ins Finale entschied. 
Der Halbfinallauf und der Finallauf wurden dann addiert, um so die endgültige Platzierung der Top 6 zu ermitteln. 
| Rang | Kanuten                               | Nation             | Vorläufe   | Vorläufe   | Vorläufe   | Vorläufe | Halbfinale | Halbfinale | Finale   | Finale     |
| Rang | Kanuten                               | Nation             | Lauf 1 (s) | Lauf 2 (s) | Gesamt (s) | Rang     | Zeit (s)   | Rang       | Zeit (s) | Gesamt (s) |
| ---- | ------------------------------------- | ------------------ | ---------- | ---------- | ---------- | -------- | ---------- | ---------- | -------- | ---------- |
| 1    | Pavol Hochschorner Peter Hochschorner | Slowakei           | 100,13     | 100,91     | 201,04     | 1        | 101,29     | 1          | 105,87   | 207,16     |
| 2    | Marcus Becker Stefan Henze            | Deutschland        | 108,35     | 107,21     | 215,56     | 5        | 106,32     | 4          | 104,66   | 210,98     |
| 3    | Jaroslav Volf Ondřej Štěpánek         | Tschechien         | 108,10     | 106,25     | 214,35     | 3        | 106,22     | 3          | 106,64   | 212,86     |
| 4    | Christian Bahmann Michael Senft       | Deutschland        | 116,01     | 114,58     | 230,59     | 9        | 107,01     | 6          | 106,44   | 213,45     |
| 5    | Philippe Quémerais Yann Le Pennec     | Frankreich         | 105,29     | 110,04     | 215,33     | 4        | 105,79     | 2          | 111,00   | 216,79     |
| 6    | Andrea Benetti Erik Masoero           | Italien            | 116,32     | 121,83     | 238,15     | 10       | 106,40     | 5          | 113,66   | 220,06     |
|      |                                       |                    |            |            |            |          |            |            |          |            |
| 7    | Marek Jiras Tomáš Máder               | Tschechien         | 110,66     | 118,33     | 228,99     | 8        | 110,35     | 7          |          |            |
| 8    | Matt Taylor Joe Jacobi                | Vereinigte Staaten | 116,01     | 107,42     | 223,43     | 6        | 111,14     | 8          |          |            |
| 9    | Stuart Bowman Nick Smith              | Großbritannien     | 102,25     | 111,16     | 213,41     | 2        | 114,02     | 9          |          |            |
| 10   | Marcin Pochwała Paweł Sarna           | Polen              | 113,86     | 112,79     | 226,65     | 7        | 119,78     | 10         |          |            |
|      |                                       |                    |            |            |            |          |            |            |          |            |
| 11   | Chen Fubin Tian Qin                   | China              | 123,64     | 125,02     | 248,66     | 11       |            |            |          |            |
| 12   | Mark Bellofiore Lachie Milne          | Australien         | 114,07     | 164,29     | 278,36     | 12       |            |            |          |            |